# Tîșkî, Lubnî
Tîșkî (în ucraineană Тишки) este localitatea de reședință a comunei Tîșkî din raionul Lubnî, regiunea Poltava, Ucraina.

## Demografie
Componența lingvistică a localității Tîșkî
     Ucraineană (99,37%)
     Alte limbi (0,63%)
Conform recensământului din 2001, majoritatea populației localității Tîșkî era vorbitoare de ucraineană (99,37%), existând în minoritate și vorbitori de alte limbi.